# Neferouben
Néferouben fut membre d'une famille de grands administrateurs, véritable « dynastie » de vizirs, et occupa lui-même la charge de vizir du nord sous le règne de Thoutmôsis III (XVIIIe dynastie). 
Il occupa sa fonction conjointement au grand dignitaire Ouseramon dit Ouser (le vizirat étant dédoublé sous le Nouvel Empire) dont il était vraisemblablement le frère. Dans ce cas, il était donc le fils d'Ahmosé dit Âmtou, précédemment vizir sous le règne d'Hatchepsout.
Son épouse s'appelait Bet et il fut le père de Rekhmirê, également vizir de Thoutmôsis III.